# Maria Tsaousidou
Maria Tsaousidou es una deportista alemana que compite en vela en la clase Tornado. Ganó una medalla de plata en el Campeonato Europeo de Tornado de 2016.

## Palmarés internacional
| Campeonato Europeo | Campeonato Europeo    | Campeonato Europeo | Campeonato Europeo |
| Año                | Lugar                 | Medalla            | Clase              |
| ------------------ | --------------------- | ------------------ | ------------------ |
| 2016               | Cesenatico (Alemania) | Medalla de plata   | Tornado            |